# Michael Wells

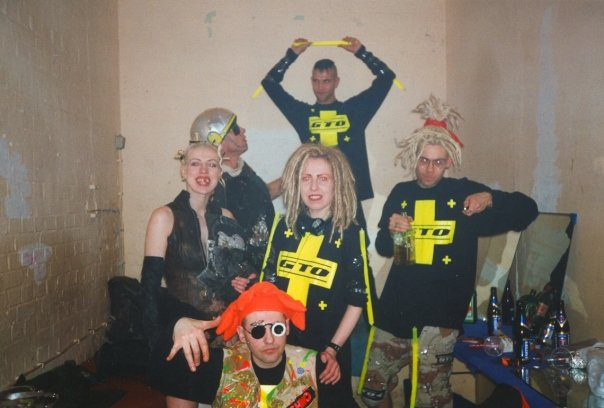
Greater Than One (Wells 2 v. r.)

Michael Wells ist ein britischer Musikproduzent im Bereich der elektronischen Musik. Bekanntheit erlangte er insbesondere durch das Techno-Projekt Greater Than One, das er 1985 zusammen mit seiner Frau Lee Newman gründete.
Wells studierte Fine Art am Royal College of Art, wo er einen Master-of-Arts-Honors-Abschluss und einen Bachelor of Arts in Visual Communication erreichte. Neben seiner Arbeit als Musikproduzent hat er daher neben den Graphiken für die eigenen musikalischen Werke auch Illustrationen für Magazine wie Elle oder Vogue kreiert.
Nach dem Tod von Lee Newman im Jahr 1995 hat sich Michael Wells weitgehend aus dem Musikbusiness zurückgezogen. In den späten 1990er Jahren erschienen noch einige Veröffentlichungen als GTO sowie unter weiteren Projektnamen wie Elvis Jackson, The Man und S.O.L.O.